# Province de Tchouï
La province de Tchouï (en kirghize : Чүй областы, Tchouï oblasty, en russe : Чуйская область, Tchouïskaïa oblast) est une province ou oblast du Kirghizistan. Son centre administratif est Bichkek, ville à statut spécial, qui est également le principal centre urbain et la capitale du Kirghizistan.

## Géographie
La province de Tchouï doit son nom au fleuve Tchou (en kirghiz : Tchouï). Elle est située au nord de la République kirghize et couvre 20 200 km2. Elle est bordée à l'ouest et au nord par le Kazakhstan, au sud-est par la province d'Yssyk-Köl, au sud par la province de Naryn et au sud-ouest par les provinces de Jala-Abad et de Talas.

## Histoire
La province ou oblast de Tchouï a été créée en 1990, au sein de la République socialiste soviétique kirghize, reconstituant sous un nouveau nom l'ancienne oblast de Frounze. Créée en 1939, cette oblast avait été supprimée en 1959, les trois villes (Frounze, Tokmak et Talas) et les sept raïons qui la composaient étant alors directement subordonnés à la RSS kirghize. 

## Population
La population de la province est beaucoup plus hétérogène que celle des autres provinces du pays. Depuis la dislocation de l'Union soviétique, la composition ethnique de la population s'est fortement modifiée. Les Kirghizes, qui ne représentaient que 29 % de la population en 1989 sont devenus majoritaires, avec 59 % en 2010. Dans le même temps, la proportion des Russes est tombée de 41,5 à 21% et celle des Ukrainiens de 5,5 à 1,3%. La part des populations d'Asie centrale a légèrement augmenté : on compte ainsi 6,2 % de Dounganes en 2010, 1,9 % de Ouïgours, 1,8 % d'Ouzbeks, 1,6 % de Kazakhs et 1,4 % de Turcs. 

## Économie
La province comprend la vallée de Tchouï et certains des massifs montagneux contigus et des gorges. Le sol noir de la vallée est très fertile et irrigué avec l'eau détournée du Tchouï. La production agricole comprend du blé, du maïs, des betteraves sucrières, des pommes de terre, luzerne et différents fruits et légumes. Pendant l'ère soviétique, des industries agroalimentaires et d'autres industries ont été établies dans la province, favorisant l'essor d'un certain nombre de centres urbains comme Tokmok, Kant et Karabalta.

## Dirigeants
| Nom                       | de               | à                |
| ------------------------- | ---------------- | ---------------- |
| Apas Zhumagulov           | 1992             | 1993             |
| Felix Koulov              | Décembre 1993    | Avril 1997       |
| Kourmanbek Bakiev         | 1997             | 22 décembre 2000 |
| Toichubek Kasymov         | 30 décembre 2001 | 9 février 2004   |
| Azamat Kangeldiev         | 9 février 2004,  | 25 mars 2005     |
| Turgunbek Kulmurzaev      | 5 avril 2005     | 8 novembre 2006  |
| Kubanychbek Syydanov      | 13 novembre 2006 | Janvier 2009     |
| Bolotkan Kumarov          | 23 janvier 2009, | 7 avril 2010,    |
| Sagynbek Abdrakhmanov     | 7 avril 2010,    | 23 décembre 2010 |
| Aibek Azyrankulov         | 2010             | 2013             |
| Kubanychbek Kulmatov      | 7 août 2013      | Janvier 2014     |
| Kanatbek Isayev           | 20 février 2014  | 23 mai 2015      |
| Baktybek Kudaybergenov    | Juillet 2015     | 10 novembre 2017 |
| Ulan Karagulov            | 10 novembre 2017 | 25 mai 2018      |
| Tuigunaaly Abdraimov      | 26 mai 2018      | 11 juin 2019     |
| Altynbek Namazaliev       | 11 juin 2019     | 6 octobre 2020   |
| Azamat Musakeev (intérim) | 6 octobre 2020   | 15 octobre 2020  |
| Mirbek Miyarov            | 15 octobre 2020  | 10 mars 2021     |
| Erkin Tentishev           | 10 mars 2021     | actuel           |

## Districts
La province est divisée en 8 raion: Alamüdün, Tchouï, Jayyl, Kemin, Moskva, Panfilov, Sokuluk et Ysyk-Ata.

## Galerie

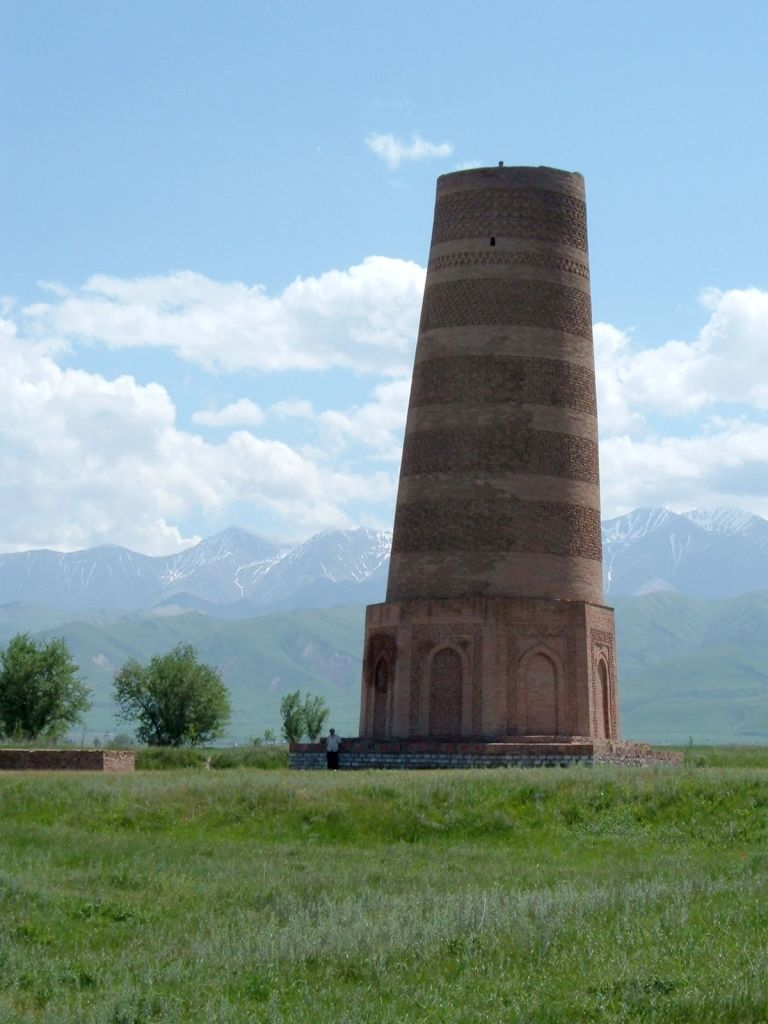
Tour Burana après sa restauration
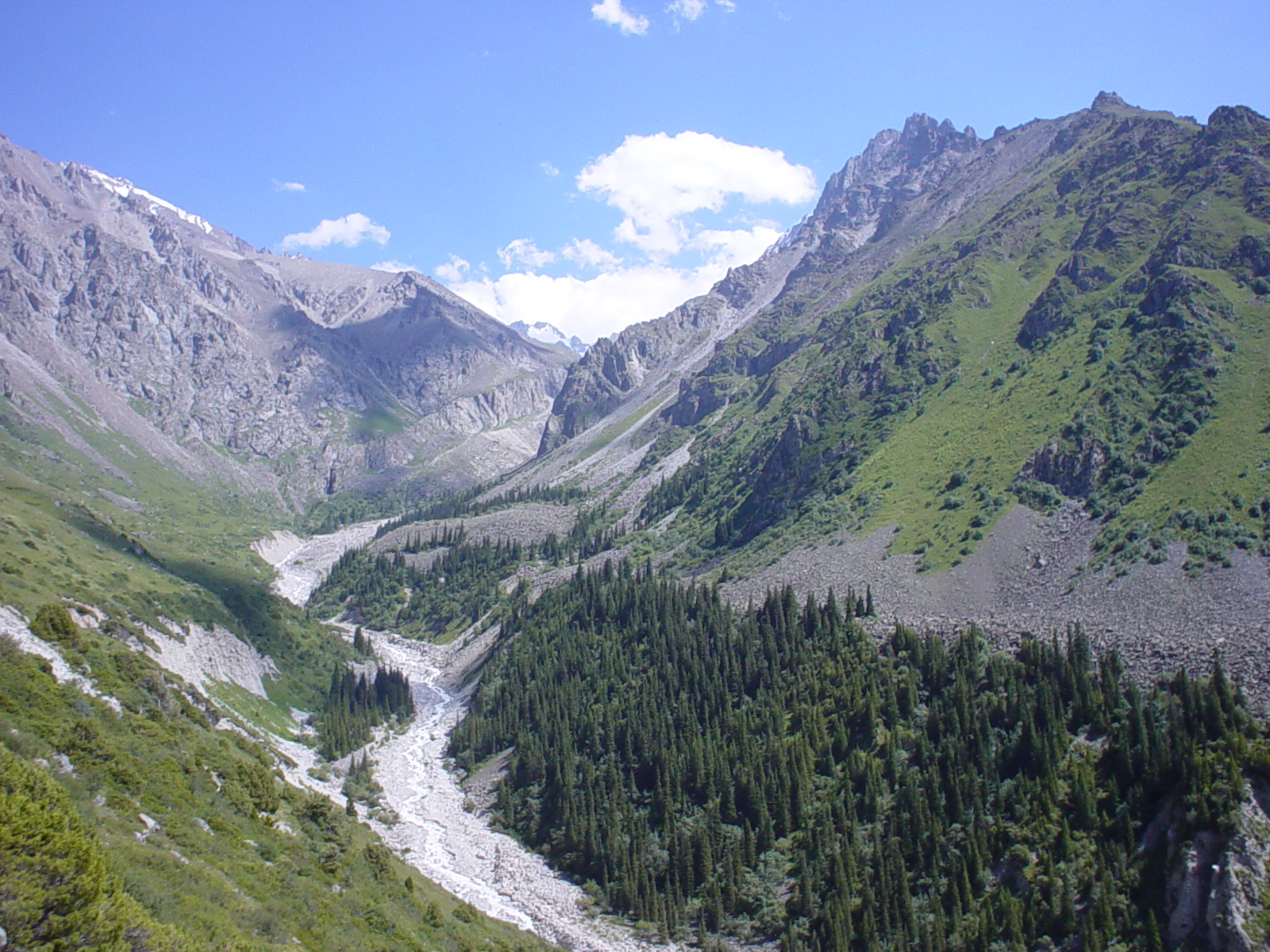
vallée de la rivière Ala Archa, au sud de Bishkek
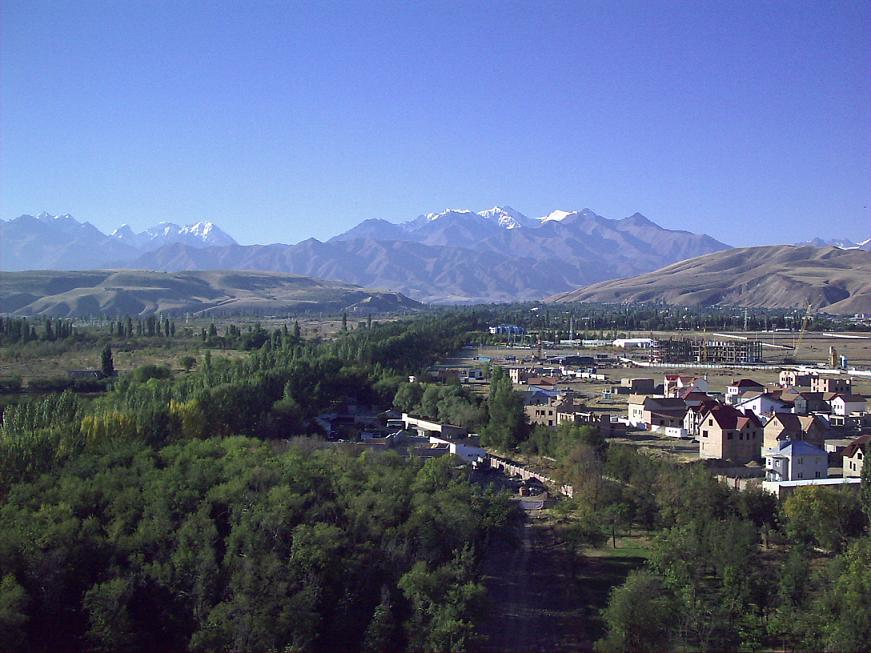
vue depuis Bishkek
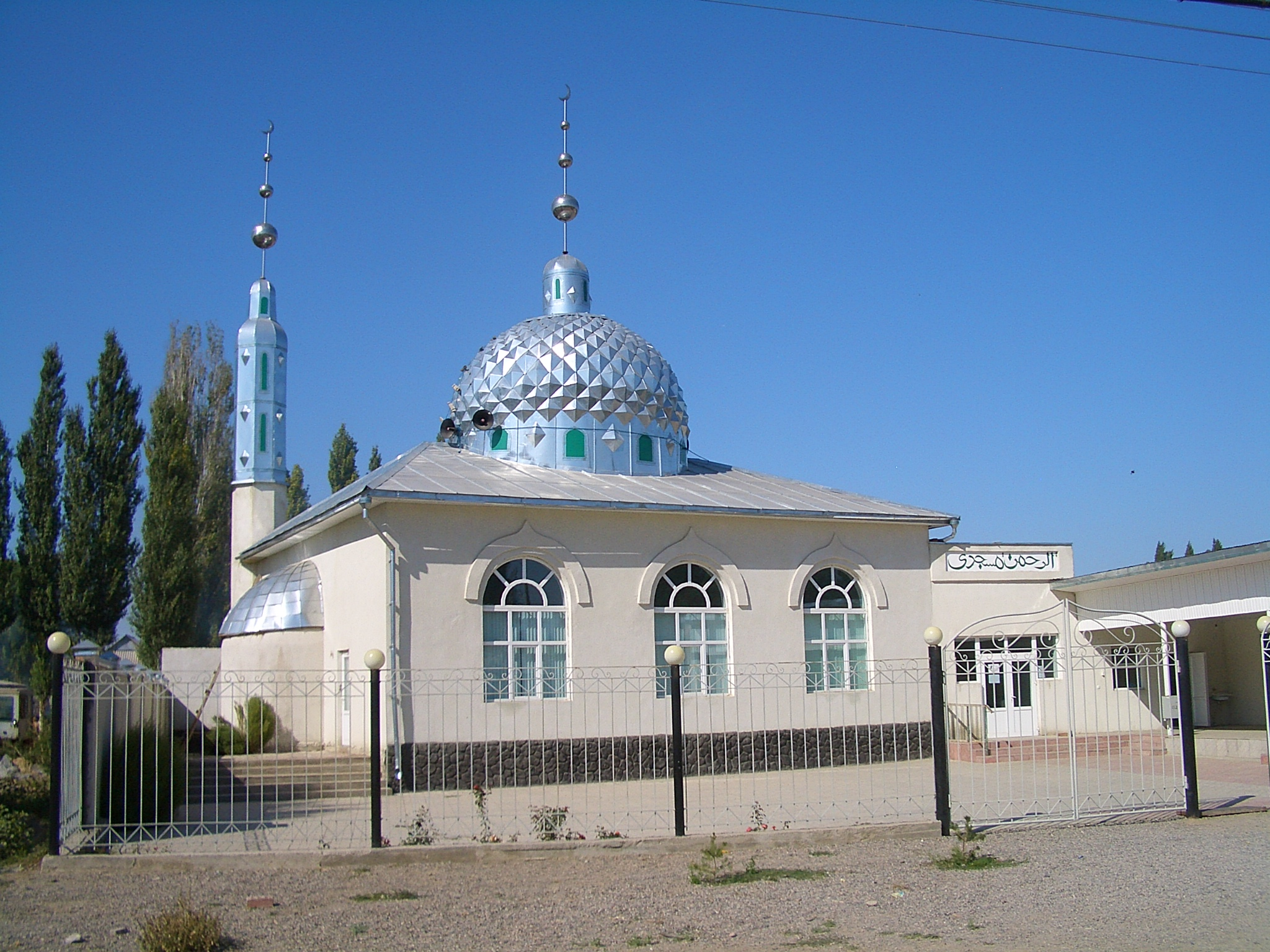
Nouvelle mosquée de Milyanfan
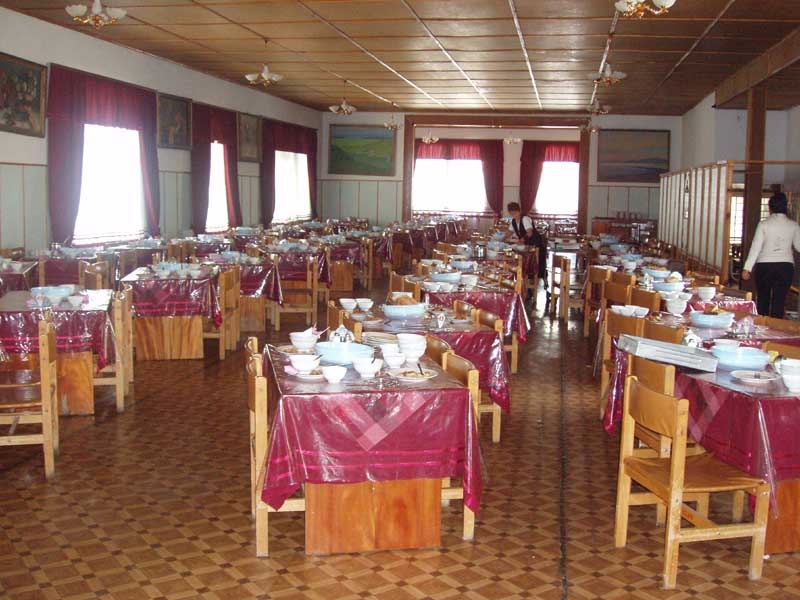
Restaurant à Ycyk-Ata
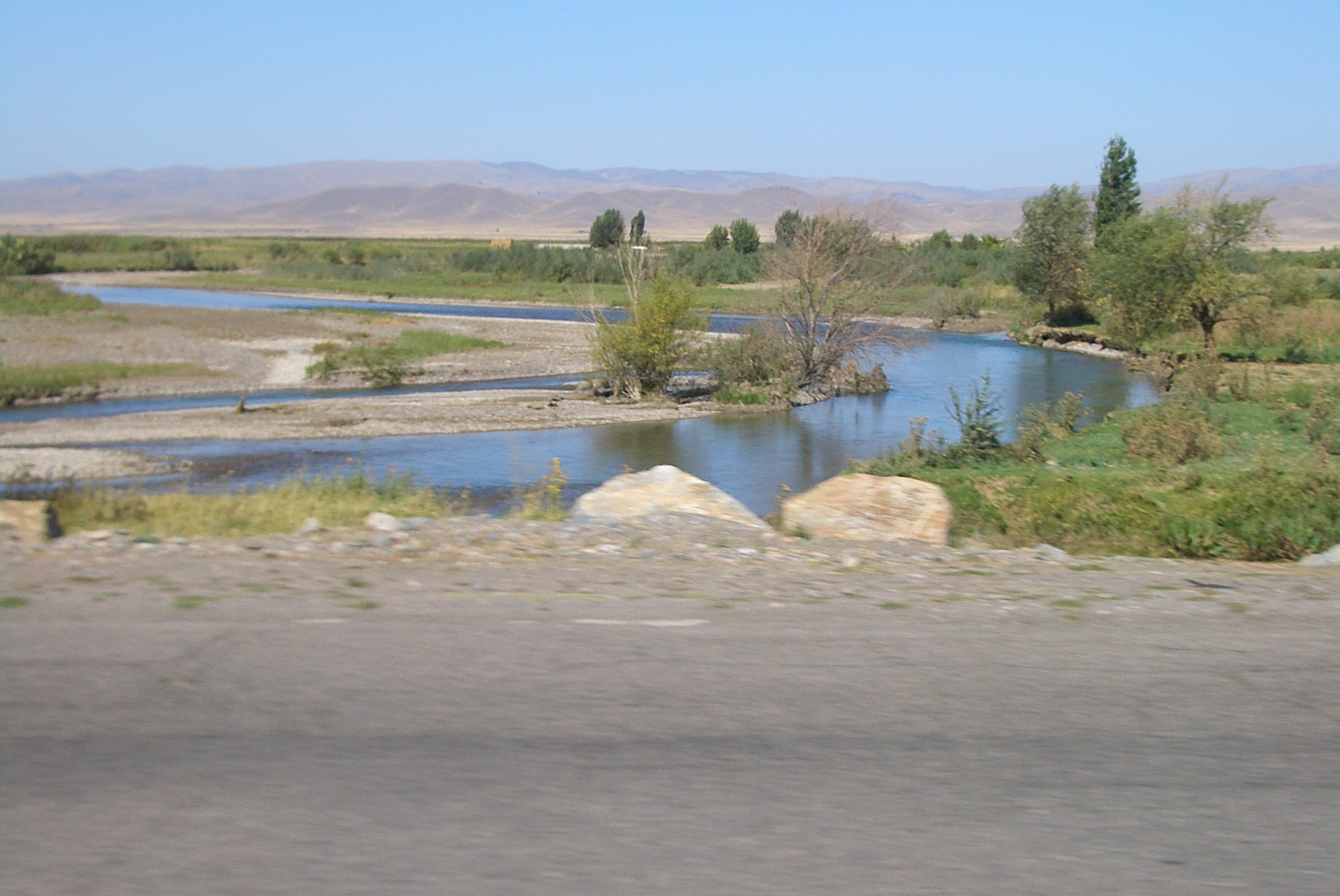
Fleuve Chuy, entre Milianfan et Tokmak, à la frontière avec le Kazakhstan